# Lindsay Burdette
Lindsay Burdette (26 februari 1988) is een voormalig tennisspeelster uit de Verenigde Staten van Amerika. Zij begon op zevenjarige leeftijd met tennis. Haar favoriete ondergrond is hardcourt. Zij speelt rechtshandig en heeft een tweehandige backhand. Zij komt uit een tennisfamilie. Haar vijf jaar oudere zus Erin speelde ook op hoog niveau tennis. Met haar drie jaar jongere zus Mallory, die ook in het ITF-circuit uitkwam, nam zij soms deel aan het dubbelspel.
Burdette speelde op het ITF-circuit van 2003 tot en met 2010. In 2006 kwam zij samen met Mallory op het US Open uit, op basis van een wildcard. Vier jaar later kreeg zij nogmaals een wildcard voor het US Open, nu met landgenote Hilary Barte.
Na haar actieve tennisloopbaan was zij twee jaar tennisleraar in Palo Alto (Californië). Sindsdien werkt zij bij een softwarebedrijf in Atherton (Californië).

## Prestatietabel grandslamtoernooien
| Legenda | Legenda                          |
| ------- | -------------------------------- |
| g.t.    | geen toernooi gehouden           |
| l.c.    | lagere categorie                 |
| –       | niet deelgenomen                 |
| G       | uitgeschakeld in de groepsfase   |
| 1R      | uitgeschakeld in de eerste ronde |
| 2R      | uitgeschakeld in de tweede ronde |
| 3R      | uitgeschakeld in de derde ronde  |
| 4R      | uitgeschakeld in de vierde ronde |
| KF      | uitgeschakeld in de kwartfinale  |
| HF      | uitgeschakeld in de halve finale |
| F       | de finale verloren               |
| W       | het toernooi gewonnen            |
| w-v     | winst/verlies-balans             |

### Enkelspel
Burdette nam in het enkelspel niet aan een grandslamtoernooi deel.

### Vrouwendubbelspel
| Toernooi        | 2006 |    | 2010 |
| --------------- | ---- | -- | ---- |
| Australian Open | –    | –  |      |
| Roland Garros   | –    | –  |      |
| Wimbledon       | –    | –  |      |
| US Open         | 1R   | 1R |      |